# Флоранвиль
Флоранви́ль (фр. Florenville, валлон. Floravile / Floraveye, пикард. Floravile) — коммуна в Валлонии, расположенная в провинции Люксембург, округ Виртон. Принадлежит Французскому языковому сообществу Бельгии. На площади 146,91 км² проживают 5449 человек (плотность населения — 37 чел./км²), из которых 49,29 % — мужчины и 50,71 % — женщины. Средний годовой доход на душу населения в 2003 году составлял 10 242 евро.
Почтовые коды: 6820—6824. Телефонный код: 061.